# محافظة كيمو
محافظة كيمو هي محافظة في جمهورية أفريقيا الوسطى، بلغ عدد سكانها 118٬420  نسمة، في 2003، عاصمتها سيبوت ‏، تبلغ مساحتها 17٬204 كيلومتر مربع.

## الموقع
تشترك في الحدود مع:
- أومبلامبوكو
- نانا-جريبيزي
- محافظة أوهام
- محافظة أواكا.